# Galateia (Tochter des Eurytios)
Galateia (altgriechisch Γαλατεία Galateía, deutsch ‚die Milchweiße‘) war in der griechischen Mythologie die Tochter des Eurytios und Gattin des Lampros im kretischen Phaistos.
Lampros befahl seiner schwangeren Frau, ihr Kind nach der Geburt zu töten, sollte es kein Sohn sein. Als sie tatsächlich eine Tochter zur Welt bringt, gehorcht Galateia diesem grausamen Befehl nicht, sondern zieht ihre Tochter unter dem Namen Leukippos als Knaben auf. Als Leukippos heranwächst und die Entdeckung immer wahrscheinlicher wird, bittet Galateia Leto, ihr Kind in einen echten Knaben zu verwandeln. Die Göttin gewährte diese Bitte.
Zum Andenken daran werden nach Antoninus Liberalis zu Ehren der Leto Phytia die Ekdýsia gefeiert. Während dieses Festes war es ein Brauch, dass junge Männer statt der Rüstung Frauenkleider anlegten und Bräute, möglicherweise auch Bräutigame, sich an einer Statue des Leukippos nieder legten.